# Маляров, Анатолий Владимирович
Анатолий Владимирович Маляров (9 декабря 1949, Москва) — советский футболист, нападающий, полузащитник. Советский и российский футбольный судья, инспектор.

## Биография
В первенстве СССР выступал за команды первой (1974—1977, 1979) и второй (1972—1973, 1978, 1980—1982) лиг «Звезда» Кировоград (1972), «Сибиряк» Братск (1973), «Звезда» Пермь (1974—1977), «Колос» Никополь (1978), «Уралмаш» Свердловск (1979), «Сатурн» Рыбинск (1980—1982). В первой лиге провёл 153 матча, забил 28 голов, во второй — 197 матчей, 35 голов.
Судья всесоюзной категории (30.10.1990). В качестве главного судьи провёл 17 матчей чемпионата СССР (1989—1991) и 38 матчей чемпионата России (1992—1996). В 2005—2016 годах — инспектор на матчах.
Сыновья Никита (род. 1989) и Кирилл (род. 1997) также футболисты.